# Широка Долина (Криворізький район)
Широка Доли́на — село в Україні, в Криворізькому районі Дніпропетровської області. Входить до складу Карпівської сільської громади. 
До 2017 року орган місцевого самоврядування — Новомалинівська сільська рада. Населення — 82 мешканці.

## Географія
Село Широка Долина знаходиться на відстані 1,5 км від сіл Шведове, Червоне та Яблунівка.

## Населення

### Мова
Розподіл населення за рідною мовою за даними перепису 2001 року:
| Мова       | Кількість | Відсоток |
| ---------- | --------- | -------- |
| українська | 67        | 81.71%   |
| російська  | 15        | 18.29%   |
| Усього     | 82        | 100%     |

## Інтернет-посилання
- Погода в селі Широка Долина [Архівовано 20 грудня 2011 у Wayback Machine.]

1. ↑  Рідні мови в об'єднаних територіальних громадах України — Український центр суспільних даних